# Экономика Нижнего Новгорода

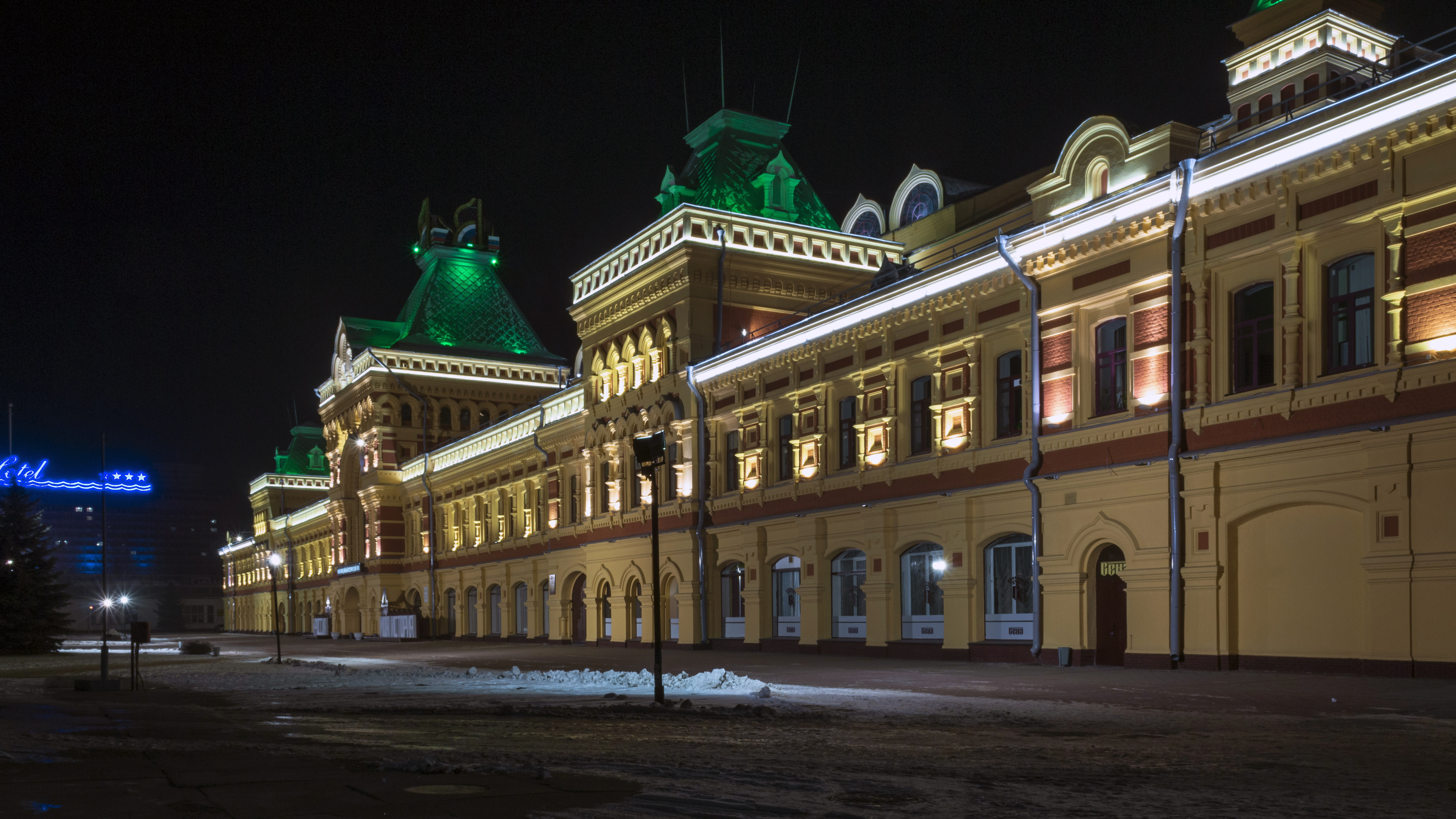
Нижегородская ярмарка

Нижний Новгород — один из крупнейших промышленных центров России, ведущая роль в котором принадлежит предприятиям отрасли машиностроения и металлообработки. В этой сфере основной объём производства приходится на автомобилестроение, судостроение и производство вооружений. В то же время в городе значительно развиты коммерческие предприятия. 
Нижний Новгород является одним из крупнейших центров России в сфере информационных технологий. 

## Машиностроение и оборудование
Крупнейшие промышленные предприятия Нижнего Новгорода:
- Горьковский автомобильный завод основан в 1932 году .Производит более 50 % грузовых и около 5 % легковых автомобилей в России, а также бронетранспортёры. В Нижнем Новгороде расположен центральный офис группы ГАЗ — российской автомобилестроительной компании, головным предприятием которой и является ОАО «ГАЗ»;
- ПАО «Красное Сормово» — строительство судов
- ОАО «Сокол» — авиастроительный завод (производство военных и гражданских воздушных судов, в том числе самолётов на воздушной подушке).
- Нижегородский машиностроительный завод  оборудование для атомной промышленности, артиллерийские вооружения.
- ОАО «Гидромаш» — производство гидравлических агрегатов, шасси для летательных аппаратов.
- АО ПКО «Теплообменник» (системы жизнеобеспечения для самолётов, тепловое оборудование)
- АО «Красная Этна» (крупнейший в России производитель автонормалей, болтов, винтов);
- ЗАО «РУМО» — один из крупнейших производителей судовых дизелей, компрессоров для газопроводов. Также выпускает насосы, котлоагрегаты и холодильное оборудование;
- ЗАО «Концерн «Термаль» — производство нагревателей для судового и железнодорожного оборудования, а также для бытовой техники;
- Завод «Нител» — производство радиоэлектронного оборудования, в том числе РЛС способных обнаруживать самолёты, изготовленные по технологии
- Завод аппаратуры связи им. А. С. Попова — разработчик и производитель средств радиосвязи.
- НПО «Салют» — радиоэлектронная промышленность.

## Лёгкая и пищевая промышленность
Лёгкая и пищевая промышленность представлены  чулочно-трикотажными, кожевенно-обувными, швейными предприятиями, мясокомбинатом, колбасным заводом, молочным комбинатом, Нижегородским масложировым комбинатом и Сормовской кондитерской фабрикой. Работает ряд предприятий деревообрабатывающей и полиграфической отраслей. Изделии из ткани и кожи выпускает «Завод Труд».

## Строительная индустрия
Строительная индустрия Нижнего Новгорода обеспечивается значительным числом предприятий по производству строительных материалов (заводы железобетонных конструкций, асфальтобетонные и др.).

## Химическая
ОАО «Оргсинтез» — одно из крупнейших предприятий лесохимической промышленности в России.
В городе работает завод «Нижфарм» — один из крупнейших производителей лекарств в России.
В 14 км от Нижнего Новгорода, в Кстове расположен самый крупный из нефтеперерабатывающих заводов компании «Лукойл». Благодаря своей сети автомобильных заправок «Лукойл-Волганефтепродукт» занимает доминирующее положение на рынке розничной реализации автомобильных бензинов и дизельного топлива в Нижнем Новгороде. 
Тепло- и энергообеспечение города осуществляют Автозаводская ТЭЦ (ЕвроСибЭнерго) электрической мощностью 580 МВт и тепловой 2 074 Гкал/час, Сормовская ТЭЦ (ТГК-6) — 350 МВт и 1 006 Гкал/час, Нагорная теплоцентраль (Теплоэнерго) — 650 Гкал/час. В 60 км от города находится Нижегородская ГЭС. Нижний Новгород расположен в энергодефицитном регионе. 

## Транспорт

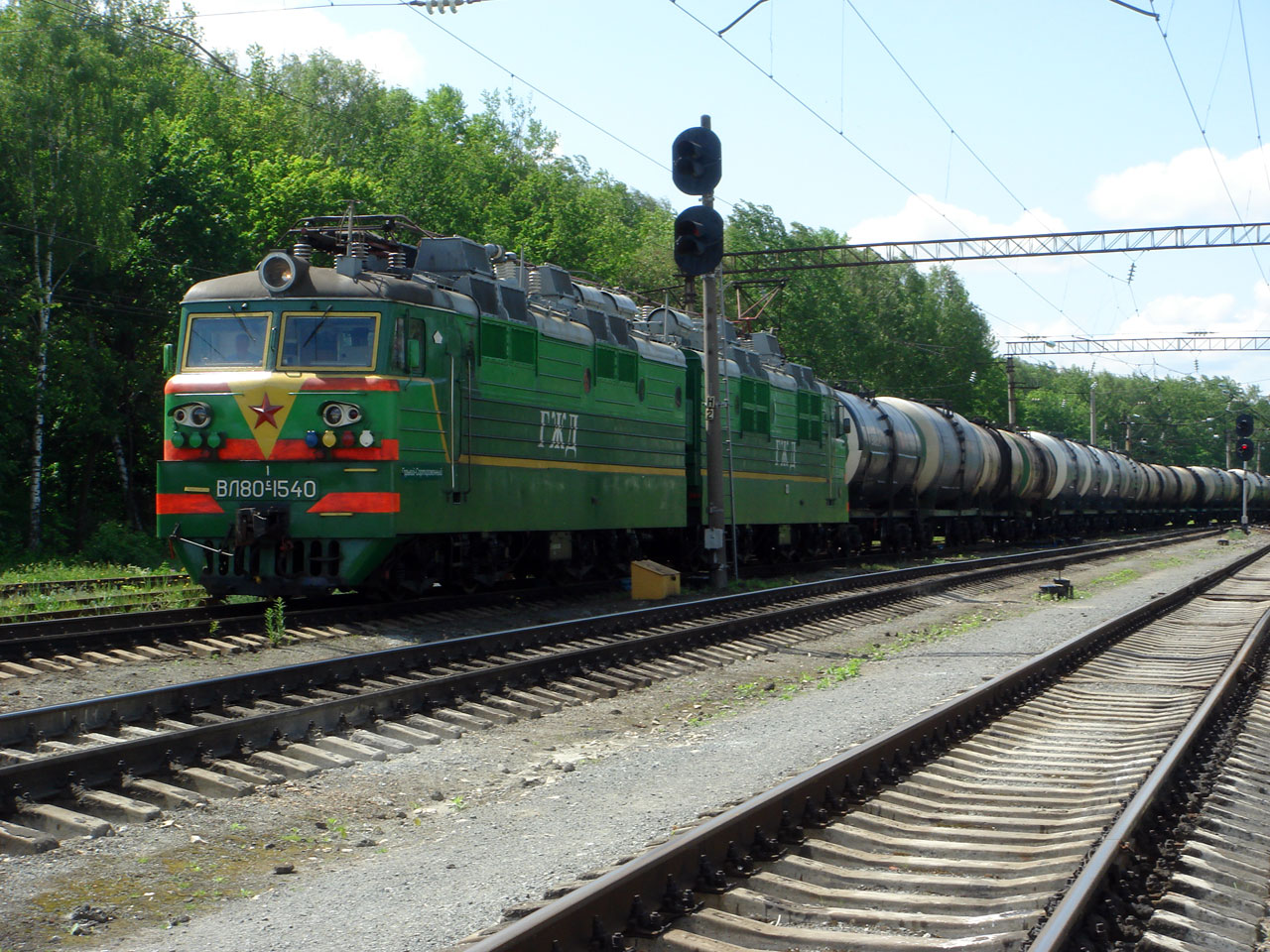
Поезд нефтеналивных цистерн на ветке к Зелецино (Кстово)

Важный вклад в объём выпуска вносят такие зарегистрированные в Нижнем Новгороде компании как:
- Горьковская железная дорога — филиал ОАО «РЖД»,
- Газпром трансгаз Нижний Новгород — третья дочерняя компания ОАО «Газпром» по объёмам транспортируемого газа, обеспечивает газоснабжение четырнадцати регионов России[2],
- Верхневолжские магистральные нефтепроводы — транспортировка нефти,
- судоходная компания «Волжское пароходство».

## Потребительский рынок
В Нижнем Новгороде серьёзными темпами развивается розничная торговля. В 2000-х годах закрепилась тенденция роста товарооборота организованной розничной торговли за счёт уменьшения товарооборота рынков, в том числе Средного, Центрального, Мытного. 

## Финансовые
В городе действуют филиалы большинства крупнейших российских и зарубежных коммерческих банков: «Альфа-банк», «Банк Москвы», «Банк Сосьете Женераль Восток», «Внешторгбанк», «Газпромбанк», «МДМ банк», «Петрокоммерц», «Райффайзенбанк», «Росбанк», «Россельхозбанк», «Сбербанк», «ВТБ 24», «Уралсиб», «ЮниКредит Банк» и др. Всего насчитывается более 80 банков и их филиалов.

## Информационные технологии
В Нижнем Новгороде функционируют десятки самостоятельных компаний и филиальных структур, работающих в данной сфере, в т.ч. некоторые крупные, с числом сотрудников 100 и более. К ним относятся Intel,Яндекс, Mail.ru, MERA, МФИ Софт, NetCracker, Мегафон, МТС, РосТелеком.
IT-компании Нижнего Новгорода занимаются предоставлением различных телекоммуникационных услуг (Интернет-провайдеры, операторы связи), разработкой программного обеспечения для разных сфер - мобильная связь, Call-центры, IP-телефония, системы СОРМ и т. д., тестированием и технической поддержкой клиентов со всего мира.
Концентрация большого числа ИТ-компаний связана с несколькими факторами: 
- географический: близость Нижнего Новгорода к Москве, как центру российской экономики
- исторические: в Нижнем Новгороде достаточно давно существуют технологические и кадровые центры крупных государственных предприятий гражданского (теле-радио и связь, машиностроительные, транспортные) и оборонного (авиа и судо-строительные, приборостроительные и т.п.) комплексов, нуждающиеся в высококвалифицированных кадрах в сфере ИТ
- как следствие предыдущих пунктов - значительное число крупных ВУЗов (ННГУ, НГТУ, ВШЭ, РОАТ МГУПС и др.), обучающих студентов по соответствующим специальностям, в соответствии с кадровыми запросами предприятий города

А а результате формирования значительных образовательных и кадровых ресурсов, появилась заинтересованность в инвестициях в Нижний Новгород и со стороны коммерческих организаций.
В ноябре 2009 года Нижний Новгород был назван первым из 10 городов мира с наибольшим потенциалом для аутсорсинга.
По инициативе правительства страны и города в городе появился также технопарк «Анкудиновка», специализирующийся на развитии информационных технологий, а также химических и биомедицинских технологий.